# 中央人民政府出版总署
中央人民政府出版总署是中华人民共和国中央人民政府政务院的一个部门，根据1949年9月27日中国人民政治协商会议第一届全体会议通过的《中华人民共和国中央人民政府组织法》的规定，于1949年11月1日成立。

## 部门职权及历史
中央人民政府出版总署是根据《中华人民共和国中央人民政府组织法》第十八条设立的部门。出版总署的工作接受政务院文化教育委员会的指导。
该部门的前身是中共中央宣传部出版委员会。

## 组织结构
- 编审局
- 人民出版社
- 新华印刷厂总管理处
- 新华书店总店

## 历任署长
- 胡愈之（1949年11月-1954年9月）